# David di Donatello per il miglior regista

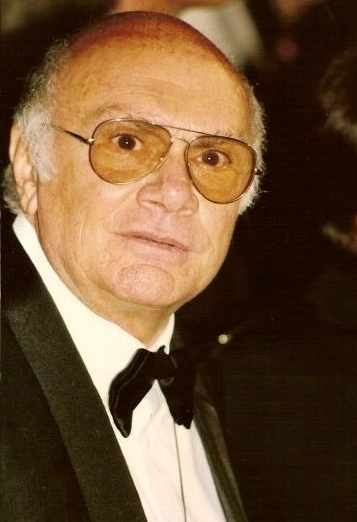
Francesco Rosi con sei premi detiene il record di vittorie.

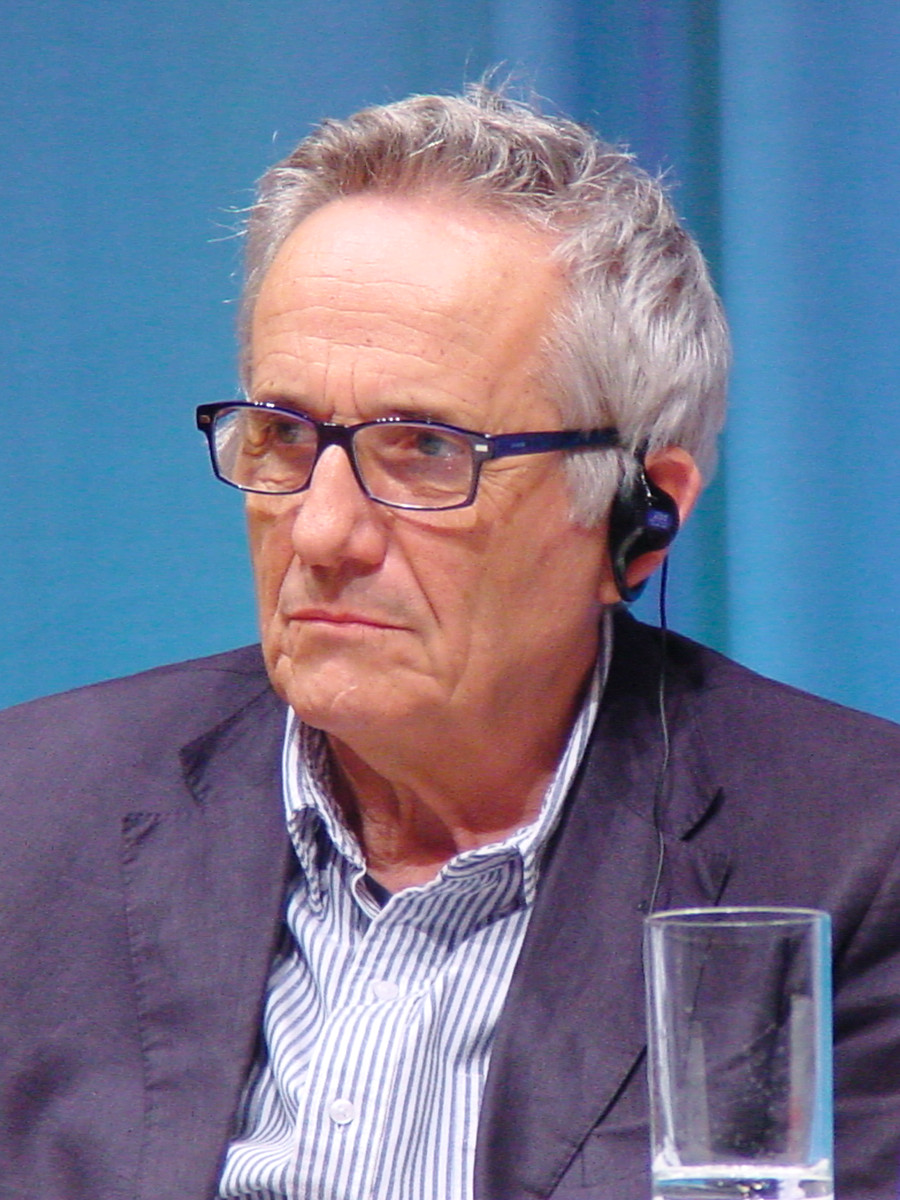
Marco Bellocchio detiene il record di nomination al premio.

Il David di Donatello per il miglior regista è un premio cinematografico assegnato annualmente nell'ambito dei David di Donatello, a partire dalla prima edizione, con l'eccezione dell'edizione del 1958. Il sistema a più candidature è stato introdotto nel 1981.
Il regista che ha vinto più volte (sei) questo premio è Francesco Rosi.
Quattro premi per la miglior regia sono stati vinti da Mario Monicelli, Giuseppe Tornatore, Marco Bellocchio e Matteo Garrone.
Marco Bellocchio è invece il regista che ha ottenuto più candidature (dieci).

## Vincitori e candidati
I vincitori sono indicati in grassetto.

### Anni 1956-1959
- 1956: Gianni Franciolini - Racconti romani
- 1957: Federico Fellini - Le notti di Cabiria
- 1958: non assegnato
- 1959: Alberto Lattuada - La tempesta

### Anni 1960-1969
- 1960: Federico Fellini - La dolce vita
- 1961: Michelangelo Antonioni - La notte
- 1962: Ermanno Olmi - Il posto
- 1963: Vittorio De Sica - I sequestrati di Altona
- 1964: Pietro Germi - Sedotta e abbandonata
- 1965: Francesco Rosi - Il momento della verità ex aequo Vittorio De Sica - Matrimonio all'italiana
- 1966: Alessandro Blasetti - Io, io, io... e gli altri ex aequo Pietro Germi - Signore & signori
- 1967: Luigi Comencini - Incompreso
- 1968: Carlo Lizzani - Banditi a Milano
- 1969: Franco Zeffirelli - Romeo e Giulietta (Romeo and Juliet)

### Anni 1970-1979
- 1970: Gillo Pontecorvo - Queimada
- 1971: Luchino Visconti - Morte a Venezia
- 1972: Franco Zeffirelli - Fratello sole, sorella luna ex aequo Sergio Leone - Giù la testa
- 1973: Luchino Visconti - Ludwig
- 1974: Federico Fellini - Amarcord
- 1975: Dino Risi - Profumo di donna
- 1976: Mario Monicelli - Amici miei ex aequo Francesco Rosi - Cadaveri eccellenti
- 1977: Valerio Zurlini - Il deserto dei Tartari ex aequo Mario Monicelli - Un borghese piccolo piccolo
- 1978: Ettore Scola - Una giornata particolare
- 1979: Francesco Rosi - Cristo si è fermato a Eboli

### Anni 1980-1989
- 1980:
  - Gillo Pontecorvo - Ogro (ex aequo)
  - Marco Bellocchio - Salto nel vuoto (ex aequo)
- 1981:
  - Francesco Rosi - Tre fratelli
  - Luigi Comencini - Voltati Eugenio
  - Ettore Scola - Passione d'amore
- 1982:
  - Marco Ferreri - Storie di ordinaria follia
  - Salvatore Piscicelli - Le occasioni di Rosa
  - Carlo Verdone - Borotalco
- 1983:
  - Paolo Taviani e Vittorio Taviani - La notte di San Lorenzo
  - Gianni Amelio - Colpire al cuore
  - Ettore Scola - Il mondo nuovo
- 1984: 
  - Ettore Scola - Ballando ballando
  - Federico Fellini - E la nave va
  - Nanni Loy - Mi manda Picone
- 1985: 
  - Francesco Rosi - Carmen
  - Pupi Avati - Impiegati
  - Paolo e Vittorio Taviani - Kaos
- 1986: 
  - Mario Monicelli - Speriamo che sia femmina
  - Federico Fellini - Ginger e Fred
  - Nanni Moretti - La messa è finita
- 1987: 
  - Ettore Scola - La famiglia
  - Pupi Avati - Regalo di Natale
  - Francesco Maselli - Storia d'amore
- 1988: 
  - Bernardo Bertolucci - L'ultimo imperatore
  - Federico Fellini - Intervista
  - Nikita Michalkov - Oci ciornie
- 1989:
  - Ermanno Olmi - La leggenda del santo bevitore
  - Marco Risi - Mery per sempre
  - Giuseppe Tornatore - Nuovo Cinema Paradiso

### Anni 1990-1999
- 1990:
  - Mario Monicelli - Il male oscuro
  - Gianni Amelio - Porte aperte
  - Pupi Avati - Storia di ragazzi e di ragazze
  - Federico Fellini - La voce della Luna
  - Nanni Loy - Scugnizzi
  - Nanni Moretti - Palombella rossa
- 1991:
  - Marco Risi - Ragazzi fuori (ex aequo)
  - Ricky Tognazzi - Ultrà (ex aequo)
  - Gabriele Salvatores - Mediterraneo
  - Daniele Luchetti - Il portaborse
  - Francesca Archibugi - Verso sera
- 1992: 
  - Gianni Amelio - Il ladro di bambini
  - Marco Risi - Il muro di gomma
  - Carlo Verdone - Maledetto il giorno che t'ho incontrato
- 1993
  - Roberto Faenza - Jona che visse nella balena (ex aequo)
  - Ricky Tognazzi - La scorta (ex aequo) 
  - Francesca Archibugi - Il grande cocomero
- 1994
  - Carlo Verdone - Perdiamoci di vista
  - Nanni Moretti - Caro diario
  - Pasquale Pozzessere - Padre e figlio
- 1995
  - Mario Martone - L'amore molesto
  - Gianni Amelio - Lamerica
  - Alessandro D'Alatri - Senza pelle
- 1996
  - Giuseppe Tornatore - L'uomo delle stelle
  - Bernardo Bertolucci - Io ballo da sola
  - Carlo Lizzani - Celluloide
  - Paolo Virzì - Ferie d'agosto
- 1997
  - Francesco Rosi - La tregua
  - Roberto Faenza - Marianna Ucrìa
  - Wilma Labate - La mia generazione
  - Gabriele Salvatores - Nirvana
  - Maurizio Zaccaro - Il carniere
- 1998
  - Roberto Benigni - La vita è bella
  - Mario Martone - Teatro di guerra
  - Paolo Virzì - Ovosodo
- 1999
  - Giuseppe Tornatore - La leggenda del pianista sull'oceano
  - Bernardo Bertolucci - L'assedio
  - Giuseppe Piccioni - Fuori dal mondo

### Anni 2000-2009
- 2000
  - Silvio Soldini - Pane e tulipani
  - Marco Bechis - Garage Olimpo
  - Ricky Tognazzi - Canone inverso - Making Love
- 2001
  - Gabriele Muccino - L'ultimo bacio
  - Marco Tullio Giordana - I cento passi
  - Nanni Moretti - La stanza del figlio
- 2002
  - Ermanno Olmi - Il mestiere delle armi
  - Silvio Soldini - Brucio nel vento
  - Giuseppe Piccioni - Luce dei miei occhi
- 2003
  - Pupi Avati - Il cuore altrove
  - Marco Bellocchio - L'ora di religione
  - Matteo Garrone - L'imbalsamatore
  - Gabriele Muccino - Ricordati di me
  - Ferzan Özpetek - La finestra di fronte
- 2004
  - Marco Tullio Giordana - La meglio gioventù
  - Pupi Avati - La rivincita di Natale
  - Marco Bellocchio - Buongiorno, notte
  - Sergio Castellitto - Non ti muovere
  - Matteo Garrone - Primo amore
- 2005
  - Paolo Sorrentino - Le conseguenze dell'amore
  - Gianni Amelio - Le chiavi di casa
  - Davide Ferrario - Dopo mezzanotte
  - Andrea e Antonio Frazzi - Certi bambini
  - Ferzan Özpetek - Cuore sacro
- 2006
  - Nanni Moretti - Il caimano
  - Antonio Capuano - La guerra di Mario
  - Michele Placido - Romanzo criminale
  - Sergio Rubini - La terra
  - Carlo Verdone - Il mio miglior nemico
- 2007
  - Giuseppe Tornatore - La sconosciuta
  - Marco Bellocchio - Il regista di matrimoni
  - Emanuele Crialese - Nuovomondo
  - Daniele Luchetti - Mio fratello è figlio unico
  - Ermanno Olmi - Centochiodi
- 2008
  - Andrea Molaioli - La ragazza del lago
  - Cristina Comencini - Bianco e nero
  - Antonello Grimaldi - Caos calmo
  - Carlo Mazzacurati - La giusta distanza
  - Silvio Soldini - Giorni e nuvole
- 2009
  - Matteo Garrone - Gomorra
  - Pupi Avati - Il papà di Giovanna
  - Paolo Sorrentino - Il divo
  - Fausto Brizzi - Ex
  - Giulio Manfredonia - Si può fare

### Anni 2010-2019
- 2010
  - Marco Bellocchio - Vincere
  - Giuseppe Tornatore - Baarìa
  - Giorgio Diritti - L'uomo che verrà
  - Paolo Virzì - La prima cosa bella
  - Ferzan Özpetek - Mine vaganti
- 2011
  - Daniele Luchetti - La nostra vita
  - Luca Miniero - Benvenuti al Sud
  - Paolo Genovese - Immaturi
  - Saverio Costanzo - La solitudine dei numeri primi
  - Michelangelo Frammartino - Le quattro volte
  - Mario Martone - Noi credevamo
  - Marco Bellocchio - Sorelle Mai
  - Claudio Cupellini - Una vita tranquilla
- 2012
  - Paolo e Vittorio Taviani - Cesare deve morire
  - Nanni Moretti - Habemus Papam
  - Ferzan Özpetek - Magnifica presenza
  - Marco Tullio Giordana - Romanzo di una strage
  - Emanuele Crialese - Terraferma
  - Paolo Sorrentino - This Must Be the Place
- 2013
  - Giuseppe Tornatore - La migliore offerta
  - Bernardo Bertolucci - Io e te
  - Matteo Garrone - Reality
  - Gabriele Salvatores - Educazione siberiana
  - Daniele Vicari - Diaz - Don't Clean Up This Blood
- 2014
  - Paolo Sorrentino - La grande bellezza
  - Ferzan Özpetek - Allacciate le cinture
  - Ettore Scola - Che strano chiamarsi Federico
  - Carlo Mazzacurati - La sedia della felicità
  - Paolo Virzì - Il capitale umano
- 2015
  - Francesco Munzi - Anime nere
  - Saverio Costanzo - Hungry Hearts
  - Mario Martone - Il giovane favoloso
  - Nanni Moretti - Mia madre
  - Ermanno Olmi - Torneranno i prati
- 2016
  - Matteo Garrone - Il racconto dei racconti - Tale of Tales
  - Gianfranco Rosi - Fuocoammare
  - Claudio Caligari - Non essere cattivo
  - Paolo Genovese - Perfetti sconosciuti
  - Paolo Sorrentino - Youth - La giovinezza
- 2017
  - Paolo Virzì - La pazza gioia
  - Marco Bellocchio - Fai bei sogni
  - Edoardo De Angelis - Indivisibili
  - Claudio Giovannesi - Fiore
  - Matteo Rovere - Veloce come il vento
- 2018
  - Jonas Carpignano - A Ciambra
  - Manetti Bros. - Ammore e malavita
  - Gianni Amelio - La tenerezza
  - Ferzan Özpetek - Napoli velata
  - Paolo Genovese - The Place
- 2019
  - Matteo Garrone - Dogman
  - Mario Martone - Capri-Revolution
  - Luca Guadagnino - Chiamami col tuo nome (Call Me by Your Name)
  - Valeria Golino - Euforia
  - Alice Rohrwacher - Lazzaro felice

### Anni 2020-2029
- 2020
  - Marco Bellocchio - Il traditore
  - Matteo Garrone - Pinocchio
  - Claudio Giovannesi - La paranza dei bambini
  - Pietro Marcello - Martin Eden
  - Matteo Rovere - Il primo re

- 2021[2]
  - Giorgio Diritti - Volevo nascondermi
  - Fabio e Damiano D'Innocenzo - Favolacce
  - Gianni Amelio - Hammamet
  - Emma Dante - Le sorelle Macaluso
  - Susanna Nicchiarelli - Miss Marx

- 2022
  - Paolo Sorrentino - È stata la mano di Dio
  - Leonardo Di Costanzo - Ariaferma
  - Giuseppe Tornatore - Ennio
  - Gabriele Mainetti - Freaks Out
  - Mario Martone - Qui rido io

- 2023
  - Marco Bellocchio -  Esterno notte
  - Gianni Amelio - Il signore delle formiche
  - Roberto Andò - La stranezza
  - Felix Van Groeningen e Charlotte Vandermeersch - Le otto montagne
  - Mario Martone - Nostalgia

- 2024
  - Matteo Garrone – Io capitano
  - Nanni Moretti – Il sol dell'avvenire
  - Andrea Di Stefano – L'ultima notte di Amore
  - Alice Rohrwacher – La chimera
  - Marco Bellocchio – Rapito

- 2025
  - Maura Delpero – Vermiglio
  - Andrea Segre – Berlinguer - La grande ambizione
  - Francesca Comencini – Il tempo che ci vuole
  - Valeria Golino – L'arte della gioia
  - Paolo Sorrentino – Parthenope

## Registi pluripremiati
| Numero di vittorie | Vincitore                | Anni                               |
| ------------------ | ------------------------ | ---------------------------------- |
| 6                  | Francesco Rosi           | 1965, 1976, 1979, 1981, 1985, 1997 |
| 4                  | Marco Bellocchio         | 1980, 2010, 2020, 2023             |
| 4                  | Matteo Garrone           | 2009, 2016, 2019, 2024             |
| 4                  | Mario Monicelli          | 1976, 1977, 1986, 1990             |
| 4                  | Giuseppe Tornatore       | 1996, 1999, 2007, 2013             |
| 3                  | Federico Fellini         | 1957, 1960, 1974                   |
| 3                  | Ermanno Olmi             | 1962, 1989, 2002                   |
| 3                  | Ettore Scola             | 1978, 1984, 1987                   |
| 3                  | Paolo Sorrentino         | 2005, 2014, 2022                   |
| 2                  | Vittorio De Sica         | 1963, 1965                         |
| 2                  | Pietro Germi             | 1964, 1966                         |
| 2                  | Gillo Pontecorvo         | 1970, 1980                         |
| 2                  | Paolo e Vittorio Taviani | 1983, 2012                         |
| 2                  | Ricky Tognazzi           | 1991, 1993                         |
| 2                  | Luchino Visconti         | 1971, 1973                         |
| 2                  | Franco Zeffirelli        | 1969, 1972                         |